# ロイヤル・クメール航空
ロイヤル・クメール航空（英語：Royal Khmer Airlines）はかつて存在したカンボジアの航空会社である。プノンペン国際空港とシェムリアップ国際空港を本拠地としていた。

## 就航路線
- カンボジア
  - プノンペン (プノンペン国際空港)
  - シェムリアップ (シェムリアップ国際空港)
- ベトナム
  - ハノイ (ノイバイ国際空港)
  - ホーチミンシティ (タンソンニャット国際空港)

## 保有機材
(2008年6月19日現在)
- ボーイング727-200F 2機
- ボーイング727-200 5機